# Emotivisme
Emotivisme is een meta-ethische theorie die stelt dat uitspraken over ethiek in feite uitingen van emoties zijn. Deze uitspraken zijn bedoeld om de betreffende emoties te uiten of om anderen over te halen de betreffende emoties over te nemen. Anders dan het ethisch intuïtionisme stelt het emotivisme dat ethische uitspraken niet waar of onwaar zijn.
Emotivisme werd voornamelijk ontwikkeld in het logisch positivisme, maar ook meer concreet door Alfred Ayer en Charles Stevenson.
Volgens het emotivisme is een ethische uitspraak, zoals 'stelen is verkeerd' niet waar of onwaar, maar een uiting van eigen subjectieve voorkeuren en gevoelens: 'ik vind het vervelend als mensen stelen'. Dit wil echter niet zeggen dat zulke uitspraken zinloos of inhoudsloos zijn. Dit soort uitspraken geven informatie over degene die ze gebruikt en die informatie kan interessant of zelfs nuttig zijn. Ook wil emotivisme niet zeggen dat over ethiek niet gediscussieerd kan worden. Mensen willen vaak dat anderen hun gevoelens meevoelen of overnemen. Als wordt uitgelegd waar een bepaalde emotie op is gebaseerd, kan een ander bepaalde feiten, gebeurtenissen of motieven horen die nog onbekend of nog niet in overweging waren genomen en die er toe kunnen leiden dat de ander deze emotie overneemt of begrijpt.